# Јерменски национални покрет
Јерменски национални покрет (јерм. Հայ ազգային-ազատագրական շարժում; Hay azgayin-azatagrakan sharzhum) укључивао је друштвене, културне, али првенствено политичке и војне покрете који су достигли врхунац током Првог светског рата и наредних година, у почетку тражећи побољшани статус Јермена у Отоманском и Руском царству, али на крају покушавајући да оствари јерменску државу.
Под утицајем доба просветитељства и успона национализма под Отоманским царством, јерменски национални покрет развио се раних 1860-их. Његово појављивање било је слично покретима у балканским народима, посебно грчким револуционарима који су се борили у грчком рату за независност. Јерменска елита и разне милитантне групе настојале су да бране претежно рурално хришћанско јерменско становништво источног Отоманског царства од разбојништва и злостављања од стране муслимана, али је крајњи циљ био да се у почетку залажу за реформе у шест вилајета Османског царства насељених Јерменима. а након што је ово пропало, стварање јерменске државе у областима насељеним Јерменима које су у то време контролисале Отоманско и Руско царство.
Почев од касних 1880-их, покрет је учествовао у герилском рату против отоманске владе и курдских нерегуларних јединица у источним регионима царства, а предводиле су га три јерменске политичке партије под називом Социјалдемократска Хунчакијан партија, Арменакан партија и Јерменска револуционарна федерација. Јермени су генерално видели Русију као свог природног савезника у борби против Турака, иако је Русија водила угњетавајућу политику на Кавказу. Тек након што је изгубила своје присуство у Европи након Балканских ратова, отоманска влада је била принуђена да потпише јерменски реформски пакет почетком 1914. године, али га је прекинуо Први светски рат.
Током Првог светског рата, Јермени који су живели у Отоманском царству били су систематски истребљени од стране владе у геноциду над Јерменима. Према неким проценама, од 1894. до 1923. године Османско царство је убило око 1.500.000—2.000.000 Јермена. Након што је одлуку о истребљењу Јермена донело османско министарство унутрашњих послова и први пут имплементирано Директивом 8682, 25. фебруара 1915. године, десетине хиљада руских Јермена придружило се руској војсци као јерменске добровољачке јединице са руским обећањем о аутономији. До 1917. Русија је контролисала многа подручја Османског царства насељена Јерменима. После Октобарске револуције, међутим, руске трупе су се повукле и оставиле Јермене у нерегуларним јединицама, један на један са Турцима. Јерменски национални савет је 28. маја 1918. прогласио Републику Јерменију, чиме је успостављена јерменска држава у деловима Јужног Кавказа насељеним Јерменима.
До 1920. године, бољшевичка влада у Русији и влада Анкаре су успешно дошле на власт у својим земљама. Турске снаге су успешно окупирале западну половину Јерменије, док је Црвена армија извршила инвазију и анектирала Републику Јерменију у децембру 1920. Уговор о пријатељству потписан је између бољшевичке Русије и кемалистичке Турске 1921. године. Делови Јерменије под руском контролом углавном су припојени Совјетском Савезу, у чијим деловима је успостављена Јерменска Совјетска Социјалистичка Република. Стотине хиљада избеглица геноцида нашле су се на Блиском истоку, у Грчкој, Француској и САД чиме је почела нова ера јерменске дијаспоре. Совјетска Јерменија је постојала до 1991. године, када се Совјетски Савез распао и када је успостављена садашња (Трећа) Република Јерменија.

## Порекло
У 19. веку, талас романтичног национализма захватио је европски континент трансформишући земље континента. Неке нове државе, попут Немачке и Италије, настале су уједињењем мањих држава са заједничким „националним идентитетом“. Друге, попут Румуније, Грчке, Пољске и Бугарске, настале су освајањем своје независности. Јермени су живели између Отоманског царства и Руског царства током успона национализма. 1827–1828, цар Николај I је у руско-персијском рату (1826–1828) тражио помоћ од Јермена, обећавајући да ће им се после рата живот побољшати. Године 1828, Русија је Туркменчајским уговором анектирала Јереван, Нахичеван и околна села. Јермени који су још увек живели под персијском влашћу охрабрени су да емигрирају у руску Јерменију и 30.000 их је прихватило позив. Године 1828. Руси су објавили рат Турској а након Једренског мира, Ахалкалаки и Ахалцихе су враћени Русији. Дошло је до новог таласа имиграције јер се 25.000 отоманских Јермена преселило у руску Јерменију. Русија је анектирала значајан део Јермена. У руским пописима 1897. године наводи се да је 1.127.212 Јермена било у руским земљама (Јереван, 439.926; Јелисаветпољ, 298.790; Карс 72.967, Тифлис, 230.379, Баку, 52.770; Черноморск 6.223, Дагестан 1.652. У истом периоду (1896 Витал Куине, француски географ) Јермена у Османском царству је било 1.095.889 (Адана Вилајет, 97.450 Алепски вилајет, 37.999; вилајет Анкара, 94.298; Битлис вилајет, 131.300; Бурса вилајет, 88.991; вилајет Дијарбакир 67.718; вилајет Ерзурум 134.967; Измирски вилајет, 15.105; Измит, 48.655; Кастамону вилајет, 2.647; Мамуре-ул-Азил вилајет, 79.128; Сиваски вилајет, 170.433; Трабзон вилајет, 4720, Ван вилајет 79.998; Било је много Јермена упознатих са руским обичајима. Русија је за Јермене такође била пут у Европу.
Године 1836, руски културни напредак укључивао је „ограничене“ руске реформе. Русија се усмерила на Јерменску цркву и ограничила је напредак Цркве у друштву.
Године 1839, покушавајући да заустави плиму националистичких покрета унутар Отоманског царства, Танзиматске реформе су смислили реформистички султани попут Махмуда II и Абдулмеџида II, као и истакнутих реформатори који су били европски образоване бирократе. Танзимат је укључивао политику отоманизма, која је имала за циљ да уједини све различите народе који живе на отоманским територијама, „муслимане и немуслимане, Турке и Грке, Јермене и Јевреје, Курде и Арапе“. У ту сврху, исламско право је стављено по страни у корист секуларног права. Ова политика је званично прогласила једнакост пред законом за муслиманске и немуслиманске Османлије.
Године 1863. османски Јермени су се срели са низом великих реформи као продужетком Танзимата. Јерменски национални устав дефинисао је стање Јермена у Отоманском царству, али је такође увео прописе којима је дефинисана власт патријарха. Прогресивни Јермени су сматрали устав јерменске народне скупштине као прекретницу. Други део развоја је био увођење основног образовања, школа и других институција учења од стране протестантских мисионара. Комуникација је побољшана покретањем јерменских новина. Књиге о јерменској историји омогућиле су поређење прошлости са садашњим условима и прошириле видике читалаца. Ово је био део еволуције јерменске политичке свести од чисто културног романтизма до програма за акцију.
Од 1860. па надаље, број јерменских школа, филантропских и патриотских организација се умножавао у Османском царству. Првобитни циљ протестантских мисионара био је преобраћење муслимана и Јевреја, али су се убрзо укључили у протестантску реформацију православних Јермена. Јерменски поданици Царства под утицајем јерменске дијаспоре, мреже конгрегација и школа протестантских мисионара широм Отоманског царства почињу да преиспитују свој положај у свету. Новинар Григор Ардзруни из Османског царства је 1872. рекао: „Јуче смо били црквена заједница, данас смо патриоте, сутра ћемо бити нација радника и мислилаца." Паралелни развој догодио се у руској Јерменији. Пре 1840. јерменски часописи су углавном били у рукама свештенства. Ово је промењено. Штампа је, поред школа, имала важну просветну улогу и указивала на пут ка устанку. Од првог дана када се велечасни Вилијам Гудел настанио у Константинопољу 1831. до краја Првог светског рата, мисионари су дали значајан допринос образовању Јермена. Европске интелектуалне струје, као што су идеје Француске револуције, преносиле су се преко 23.000 јерменских ученика у 127 протестантских конгрегација са 13.000 верника и 400 школа.
1880-их, након руског пораза у Кримском рату 1856. и пољске побуне 1861. године, цар Александар II је појачао русификацију да би смањио претњу будућих побуна (Русија је била насељена многим мањинским групама). Цар Александар II је покушао да спречи самоопредељење и сепаратизам. На мети су били јерменски језик и школе. Русија је желела да их замени руским школама и руским образовним материјалима.

### Национални препород
Откриће Урартуа одиграло је значајну улогу у јерменском национализму 19. и 20. века.
Кагик Озањан тврди да су реформе Танзимата помогле формирање јерменских политичких слојева и подстакли јерменски национални дух, који је био усклађен са изградњом нације кроз револуцију усклађену са перспективом Француске револуције.
Развој идеја национализма, спасења и независности, успостављених током касног 19. века, заједно са другим националним покретима, као нова јерменска интелигенција, промовисао је употребу нових концепата у друштву посебно значајним за Јермене. Први талас ових концепата развила је јерменска интелигенција која је студирала у западној Европи под утицајем Француске револуције (1789). Заговарали су демократско-либералну идеологију и концепт људских права. Други талас долази са појавом руске револуционарне мисли. Крајем 19. века покрет је био заснован на социјалистичкој идеологији, посебно у њеној марксистичкој варијанти, тачније АРФ-а (Јерменска револуционарна федерација). Постојао је велики проблем, материјализам и класна борба (марксистичка варијанта) нису се директно односили на социоекономију Јермена у Отоманском царству колико на оне у руској Јерменији која је већ остварила индустријску револуцију.

### Јерменска већина
Шест вилајета или шест провинција су представљени као вилајети (покрајине) Османског царства насељени Јерменима, док су Јереван и Карс провинције биле главне провинције насељене Јерменима на руској страни.

## Оснивање
Развој идеја национализма, спасења и независности, успостављених током касног 19. века, добио је замах оснивањем Јерменске револуционарне федерације, Социјалдемократске Хунчакијанске партије и Арменакана (касније названог Рамгавар).
Дана 3. марта 1872. године, 46 Јермена се окупило да би изградили „Унију спаса (Јерменску)“ (различиту од Руске уније спаса). Организација је изјавила: „Нестала је наша част; наше цркве су нарушене; отели су нам невесте и нашу младост; одузели су нам права и покушавају да нам истребе нацију.” 26. априла 1872. села у околини Вана шаљу молбу „Да бисмо се спасили од ових зала, спремни смо да вас пратимо чак и ако морамо пролити крв или умрети. Спремни смо да идемо где год... Ако је алтернатива нашем садашњем стању да постанемо русификовани, хајде да будемо русификовани заједно; ако треба да буде емиграција, хајде да се исељавамо; ако треба да умремо, хајде да умремо.” Ова организација је имала не само директан контакт са руском владом већ и са извесним руским организацијама. Ове руске организације су имале за циљ да ослободе Османске Јермене од Отоманског царства. Унија спаса је била велики корак ка формирању прве јерменске политичке партије, Арменакан.
Године 1881. Османски Јермени образовани у Европи покушавају да формирају организације – тајна друштва – локалне групе, попут „Заштитника отаџбине“ (1881) који је основан у Ерзуруму. Заштитници отаџбине су готово сигурно били под утицајем идеја Француске револуције и Грчке револуције јер је њихов мото био „Слобода или смрт“. Заштитници отаџбине били су значајна јерменска организација. Устав и подзаконски акти су се учили напамет јер су писани документи били опасни. Чланови су организовани у десетине, а само вођа је имао приступ централном комитету. Након првих пар месеци у Ерзуруму, број чланова се повећао на стотине.
Године 1885. у Вану је основана „Јерменска демократска либерална партија“ од стране Мекертича Портукалијана, који је касније отишао у изгнанство у Марсеј, али је остао у контакту са локалним лидерима и објавио часопис о политичком и друштвеном просветљењу под називом L'Armenie. Јермени из Вана су у тајности наставили да развијају политичке принципе иза јерменског национализма. Ускоро је циљ странке постао да „револуцијом избори право Јермена да сами собом владају“. Њихов став о томе како ослободити Јерменију од Отоманског царства био је да то треба да буде путем штампе, националног буђења и неоружаног отпора.
Социјалдемократска Хунчакијска партија (Хенчак, Хунчак) је 1887. године била прва социјалистичка партија у Отоманском царству и Персији, коју је основала  група студената који су се срели у Женеви, у Швајцарској, са циљем постизања независности Јерменије од Отоманског царства. Хунчак на енглеском значи „звоно“, а чланови странке су га изабрали да представља „буђење, просветљење и слободу“. То је био и назив главних страначких новина.
Године 1889. у Тбилисију је Кристапор Микаелијан основао Друштво Младе Јерменије. Друштво Младе Јерменије организовало је походе Федаја на отоманску територију. Његови циљеви били су одмазде против Курда који прогоне Јермене у Отоманском царству. Друштво је веровало да ће Руси помоћи у стварању аутономне јерменске покрајине под руском влашћу.
1890. године у Тифлису је основана Јерменска револуционарна федерација (“АРФ”). Њени чланови су се наоружали у федајске групе да бране јерменска села од широко распрострањеног угњетавања, напада и прогона Јермена. На то се гледало као на једино решење за спас народа од османског угњетавања и масакра. Њен почетни циљ је био да гарантује реформе у јерменским провинцијама и да добије евентуалну аутономију.
Током 1880-1890. развијени су локални комуникациони канали. Организације су биле потпуно функционалне у Анкари, Амасији, Чоруму, Дијарбакиру, Јозгату и Токату. Године 1893. почели су да користе зидне новине усмерене ка нејерменским поданицима. Главна тема ових материјала била је да људи треба да преузму контролу над својим животом против тлачитеља. Ови идеолошке комуникације нису имале никаквог утицаја на муслимане. Ове активности окончане су сукобима између револуционара и османске полиције, генерално резултирајући затвором. Британија или европске силе закључиле су да би, међутим, ако би се умешале, то завршило верским фанатизмом и  грађанским ратом (масакрима).

### Значајне фигуре
- АРФ: Степан Зоријан, Кристапор Микаелијан, Симон Заваријан
- Арменакан: Мекертич Портукалијан
- Хентчак: Аветис Назарбекијан, Маријам Вардањан, Геворг Гараџијан, Рубен Кан-Азат, Кристофер Оханијан, Габријел Кафијан и Мануел Мануелијан

Поред наведених „вођа оснивача“ било је много чланова угледника.

### Црква
Јерменски национализам и јерменска религија (јерменска апостолска црква, нехалкидонска црква, која је уједно и најстарија национална црква на свету) су испреплетени.
Главна гласила покрета била су секуларна. Највећи јерменски писци тог доба, Микаел Налбандијан и Рафаел Патканијан могу се убројати међу утицајне.
Почев од 1863. године, цариградски јерменски патријарх је почео да дели своја овлашћења са Јерменском народном скупштином и његова овлашћења су била ограничена јерменским националним уставом. Промене је доживљавао као ерозију своје заједнице. Јерменске верске вође су имале кључну улогу у револуционарном покрету. Цариградски патријарх Мкртич Кримијан је био важна личност. Мкртич Кримијан је прешао у Јерусалим у својим позним годинама, иако је то заправо било изгнанство.

### Велике силе, руско-турски рат
Почев од средине 19. века, велике силе су довеле у питање однос Царства према својим хришћанским мањинама и све више притискале да се дају једнака права свим својим грађанима. Након насилног гушења хришћана у устанцима у Босни и Херцеговини, Бугарској и Србији 1875. године, велике силе су се позвале на Париски уговор из 1856. тврдећи да им даје право да интервенишу и заштите хришћанске мањине у Османском царству. До касних 1870-их, Грци су се, заједно са неколико других хришћанских народа на Балкану, фрустрирани својим условима, уз помоћ сила ослободили отоманске власти. Јермени су, с друге стране, добијали мање пажње и никакву подршку, што им је донело титулу „millet-i sadika“ или „одани милет“.
Јерменска позиција се променила када је у јерменском друштву почела да се појављује интелектуална класа. У исто време, Цариградска јерменска патријаршија, Нерсес II Цариградски (1874–1884), проследила је јерменске жалбе великим силама о широко распрострањеном „присилном одузимању земље... присилном преобраћању жена и деце, паљењу, изнуђивању заштите, силовању и убиствима". Марта 1878, након завршетка руско-турског рата 1877–1878, Јермени су почели више да гледају на Руско царство као на крајње гаранте своје безбедности. Патријарх Нерсес Варјабеџан се обратио руском руководству током преговора са Османлијама у Сан Стефану и убедио их да унесу клаузулу, члан 16. у Санстефански уговор, којим се предвиђа да ће се руске снаге које окупирају провинције насељене Јерменима у источном Отоманском царству повући само уз пуно спровођење реформи.
Јуна 1878. Велика Британија је била узнемирена због руског захватања толике османске територије према „Санстефанском уговору“ и приморала је стране на нове преговоре сазивањем Берлинског конгреса. Члан 61 Берлинског споразума садржао је исти текст као и члан 16, али је уклонио свако помињање да ће руске снаге остати у провинцијама. Уместо тога, османска влада је периодично обавештавала велике силе о напретку реформи. Јерменска национална скупштина и цариградски патријарх Нерсес послали су католикоса Мгртича Кримијана да изнесе случај Јермена у Берлину; у свом чувеном патриотском говору он је саветовао Јермене да узму национално буђење Бугарске (Ослобођење Бугарске) као модел јер су наде у самоопредељење игнорисале европске нације. У бугарској историографији, Ослобођење Бугарске означава догађаје руско-турског рата 1877- 1878 који су довели до поновног успостављања бугарске суверене државе Санстефанским уговором.
1880. Јермени су посебно подстакнути премијером Гледстоном дотакли јерменско питање речима „Служити Јерменији значи служити цивилизацији". 11. јуна 1880. велике силе су тражиле спровођење члана 61. Ово је уследило 2. јануара 1881. британским циркуларом о Јерменији другим силама.
„Друштво Младе Јерменије“ веровало је да ће Руси помоћи у стварању аутономне јерменске покрајине под руском влашћу.
АРФ се често оптуживало да има тактику која има за циљ да убеди западне владе и дипломатске кругове да подрже захтеве странке.
Јерменски национални покрет је кроз свој револуционарни покрет открио да ни цар Александар II са својим идеализмом ни Гледстонов либерализам нису поуздана нада.

### Јерменска дијаспора
Године 1885. основано је Јерменско патриотско друштво Европе у Фуламу. Њихов циљ је био да јерменска дијаспора помогне онима у родној земљи, како финансијски, тако и да подигне јерменску политичку свест. Различите политичке партије и добронамерни синдикати, основане су свуда где је постојао значајан број Јермена.

## Активности (Отоманско царство)

### Ера Абдула Хамида II
Појава јерменског партизанског покрета почетком 1880-их и оружана борба касних 1880-их залазе у владавину султана Абдула Хамида II, који је дошао на власт у периоду опадања моћи и обима Царства. Владао је од 31. августа 1876. док није свргнут 27. априла 1909. године.

#### Оружани покрет
Партизански покрет је организован око јерменских центара, тако да су пре него што је АРФ заменио Арменакане, Арменакани углавном деловали у граду Вану и око њега.

##### Капитол
Демонстрације су се догодиле у округу Кумкапи у Константинопољу 27. јула 1890. године. Узрок демонстрација је био „..да се разбуде малтретирани Јермени и да се Узвишена Порта у потпуности упозна са бедом Јермена“. Демонстрације су биле неуспешне. Сличне демонстрације у мањем обиму уследиле су током већег дела 1890-их.
Преузимање Отоманске банке 1896. било је заузимање банке у Цариграду, 26. августа 1896. године. Преузимање банке планирали су припадници АРФ-а. У настојању да подигну свест и акцију великих европских сила, 28 наоружаних мушкараца и жена преузело је банку која је углавном запошљавала европско особље из Велике Британије и Француске, углавном због неактивности европских сила у вези са погромима и масакрима које је подстакао султан Абдул-Хамид II.
Неуспели атентат на султана Абдула Хамида II који је покушала АРФ у Јилдиз џамији догодио се 21. јула 1905. године.

##### Ван/Битлис Вилајет (регион језера Ван)
Одређени географски и етнички фактори фаворизовали су Ван као центар. Језеро Ван је граница према Русији и Персији, где је помоћ била лако доступна.
У мају 1889. Башкалски отпор (Башкале је био град у провинцији Ван) је био крваво пресретање тројице револуционара Арменакана. Они су заустављени и захтевано је да се разоружају. Османлије су веровале да су ти мушкарци чланови великог револуционарног апарата. У неким јерменским круговима овај догађај је сматран мучеништвом и изазвао је друге оружане сукобе.
Канасорска експедиција је била одговор јерменске милиције 25. јула 1897. на одбрану Вана, где је племе Мазрик поставило заседу одреду јерменских бранилаца и немилосрдно их поклало.
Битка код манастира Светих Апостола је била оружани сукоб јерменске милиције у манастиру Светих Апостола код Муша, новембра 1901. Намера Андраника Озанијана била је да привуче пажњу страних конзула у Мушу на невољу јерменских сељака и да пружи трачак наде потлаченим Јерменима из источних провинција.

##### Дијарбекир/Вилајет Алеп
1862. била је важна за Зејтун, првобитно у Алепо вилајету. Јермени из Зејтуна су историјски уживали период високе аутономије у Отоманском царству до деветнаестог века. У првој половини деветнаестог века, централна власт је одлучила да ову област царства стави под чвршћу контролу. Ова стратегија се на крају показала неефикасном. У лето 1862. Османлије су послале војни контингент од 12.000 људи у Зејтун да поново успоставе контролу владе. Јермени су, међутим, држали силу на одстојању и, уз француско посредовање, први отпор Зејтуна је приведен крају. Зејтунски Јермени су инспирисали идеје о стварању јерменске државе у Киликији.
Сасунски отпор 1894. био је отпор хунчакске милиције из области Сасуна.
Између 1891. и 1895. године, активисти јерменске социјалдемократске Хунчакијанске партије посетили су Киликију и основали нови огранак у Зејтуну. Зејтунска побуна догодила се 1895. године.
У пролеће 1902. године у Сасун је послат представник АРФ-а Вахан Манвељан са циљем да заустави безначајне окршаје, који су само иритирали муслимане. Андраник је постао главни организатор и вођа Сасунског устанка 1904. године. Храјр Џогк је убијен 13. априла. Сахрањен је у двору месне цркве у близини Шероб паше. Сасунски устанак је био отпор јерменске милиције у региону Сасуна.

#### Јерменски програм реформи
Током 1880 - 1881, док је јерменски народноослободилачки покрет био у раној фази; недостатак спољне подршке и немогућност одржавања обучених, организованих курдских снага умањили су курдске аспирације. Међутим, две истакнуте курдске породице (племена) су се супротставиле империји. Бадр Канови су били сукцесори док су Сејиди из Нихирија били аутономаши. Руско-турски рат 1877-1878. је праћен 1880-1881. покушајем да се оснује „независна курдска кнежевина“ око отоманско-персијске границе (укључујући Ван Вилајет) где је јерменско становништво било значајно. Шејх Убајд Алах из Нихирија окупио је 20.000 бораца, а када је заробљен од стране османских снага 1882. године, овај покрет је окончан.

##### Безбедност, реформа, ред
Курди (побуњеници, разбојници) су некажњено пљачкали суседне градове и села. Главна претпоставка система Хамидије - да би се курдска племена могла ставити под војну дисциплину - показала се „утопијском“.
Године 1892, први пут су обучене и организоване курдске снаге које је охрабрио султан Абдул Хамид II. Основане су и добиле су име по султану. Пукови лаке коњице Хамидије биле су добро наоружане, нерегуларне формације већинске курдске коњице које су деловале у источним провинцијама Отоманског царства. Они су били намењени да буду направљени по узору на Кавкаске козачке пукове (пример Персијске козачке бригаде) и прво задатак им је био да патролирају руско-османском границом и друго, да смање потенцијал сарадње Курда и Јермена. Коњица Хамидије ни на који начин није била међуплеменска снага, упркос њиховом војном изгледу, организацији и потенцијалу. Хамидије брзо сазнају да им се може судити само преко војног суда, те су постали имуни на цивилну администрацију. Схвативши свој имунитет, претворили су своја племена у „легализоване пљачкашке бригаде“ док краду жито, жању њиве које нису у њиховом власништву, терају стада и отворено краду од трговаца.
Курдски поглавица је такође опорезивао становништво региона ради одржавања ових јединица, што су Јермени схватили као експлоатацију. Када су се јерменски портпароли суочили са курдским поглаваром (питање двоструког опорезивања), то је изазвало непријатељство између оба народа. Хамидијска коњица је малтретирала и нападала Јермене.
Године 1908, након свргавања султана, Хамидијска коњица је распуштена као организована снага, али како су биле „племенске снаге” пре званичног признања, остале су као „племенске снаге” након распарчавања. Коњица Хамидије је описана као војно разочарење и неуспех због њеног доприноса племенским сукобима.

##### Хамидијски масакри
Главна улога у хамидијским масакрима 1894–1896. често се приписивала пуковима Хамидије, посебно током крвавог гушења Сасуна (1894).
Хамидијски масакри су окончани посредством великих сила. Међутим, уместо јерменске аутономије у овим регионима, Курди (поглавари курдских племена) су задржали већи део своје аутономије и моћи.

#### Положај Абдула Хамида II
Султан Абдул Хамид II, желећи да ојача територијални интегритет зараћеног Отоманског царства, поново је потврдио панисламизам као државну идеологију. Абдул Хамид II је сматрао да су отомански Јермени продужетак страног непријатељства, средство помоћу којег би Европа могла да „дође до наших највиталнијих места“.

### Друга уставна ера
Јермени су подржавали Младотурску револуцију, чији су концепти били присутни у различитим размерама међу Јерменима на прелазу из 20. века.
Након револуције, Отоманско царство се у другој уставној ери борило да задржи своје територије и промовише османизам међу својим грађанима.
АРФ, који је раније био забрањен, постао је главни представник јерменске заједнице у Отоманском царству, заменивши јерменску елиту пре 1908. године, коју су чинили трговци, занатлије и свештеници који су своју будућност видели у добијању више привилегија унутар граница. У исто време, Јерменска револуционарна федерација је излазила из овог контекста и развијала, што је било само нормално проширење концепта њене националне слободе, концепт „независне јерменске државе“. Овом националном трансформацијом активности АРФ-а постају национална ствар. АРФ је почетком 20. века био социјалистички, и марксистички што се види из првог програма партије.

#### Оружани покрети

##### Балкан
Јермена насељених између 6. и 11. века у Родопима, у Тракији и Македонији било је неколико хиљада и углавном су били Павлићани и Тондрачани. Касније, како се Отоманско царство ширило ка Европи, мањи део Јермена преселио се дуж граница и настанио се широм Балкана. У време Балканских ратова (1912–1913) у Бугарској је било око 35.000 Јермена.
Андраник Озанијан је учествовао у Балканским ратовима 1912-1913, у оквиру бугарске војске, заједно са генералом Гарегином Нждехом као командант јерменских помоћних трупа. Андраник је у Софији срео револуционара Бориса Сарафова и њих двојица су се обавезали да ће заједнички радити за потлачене народе Јерменије и Македоније. Андраник је учествовао у Првом балканском рату 1912–1913, заједно са Гарегином Нждехом као главни командант 12. батаљона Лозенградске треће бригаде македонско-јадранске милиције под командом пуковника Александра Протогерова.
Дана 20. октобра, македонско-јадранска милиција и Андраников добровољачки одред уско су опколили Једрене и покорили Јавер-пашине снаге. Македонско-јадранска милиција је 4. новембра 1912. године уз подршку Андраниковог добровољачког одреда поразила бројчано веће Турке код Момчилграда.
Дана 6. јануара 1913. године, у малој градској цркви у Родосту, Александар Протогеров је одликовао све јерменске борце за храброст. Орденом за храброст одликован је Андраник Озанијан.

#### Османски парламент
Нови парламент се састојао од 142 Турака, 60 Арапа, 25 Албанаца, 23 Грка, 12 Јермена (укључујући четири из АРФ-а и два из Хунчака), 5 Јевреја, 4 Бугара, 3 Србина и 1 Влаха на изборима 1908. „Комитет уније и прогреса” (КУП) могао је да рачуна на подршку око 60 посланика и постао је главна странка.
Карекин Пастермаџан је од посланика АРФ-а постао члан отоманског парламента. Током своје четири године као заменик, радио је за рачун железнице. Главни циљ је био да се што пре изгради железница у вилајетима који су сматрани будућим поседом Русије. Из тог разлога ни Француска ни Немачка нису желеле да то прихвате. Други основни циљ био је да се изграде те линије са америчким капиталом, које би омогућиле супротстављање руско-француско-немачкој политици и финансијским интригама. Али и поред свих напора није било могуће савладати немачку опозицију, иако су, као исход борбе у вези са тим предлогом закона, два министра јавних радова била принуђена да поднесу оставке.

#### Пакет реформи
Политика у Истанбулу била је усредсређена на покушај проналажења решења за захтеве арапских и јерменских реформистичких група. Политика Османског царства 19. века бавила се децентрализованим захтевима балканских народа. Исти образац је потицао из источних провинција. Пошто је већина хришћанског становништва већ напустила Царство након Балканских ратова, дошло је до редефинисања османске политике са већим нагласком на исламу као обавезујућој сили. Избор ове политике треба узети у обзир и пошто су спољне силе (империјалисти) били хришћани.
1913. године Карекин Пастермаџан је активно учествовао на конференцијама које су одржане за разматрање јерменских реформи. Био је у Паризу и Холандији, као делегат АРФ-а, да се састане са генералним инспекторима који су позвани да спроведу реформе.
Пакет реформи потписан је у фебруару 1914. године између Отоманског царства које је представљао Велики Везир Саид Халим-паша и Русије. Л.К. Вестененк, администратор за Холандску источну Индију, и Хоф, мајор у норвешкој војсци, изабрани су као прва два инспектора. Хоф је био у Вану када је избио рат, баш када се Вестененк спремао да оде на своје место у Ерзеруму.

#### Став Комитета уније и прогреса
Када је дошао на власт, Комитет уније и прогреса увео је низ нових иницијатива које су имале за циљ да промовишу модернизацију Отоманског царства. КУП се залагао за програм реформи под јаком централном владом, као и за искључење сваког страног утицаја, промовисао је индустријализацију и административне реформе.

## Активности (Руско царство)

### Едикт о јерменској црквеној имовини 1903-1904
Царски програм русификације достигао је врхунац указом од 12. јуна 1903. године, којим је конфискована имовина Јерменске цркве. Мкртич Кримијан (католикос Јерменије) побунио се против цара. Када је цар одбио да одступи, Јермени су се окренули АРФ-у. Јерменско свештенство је раније било веома опрезно према АРФ-у, осуђујући њихов социјализам као антиклерикални. Међутим, АРФ је стекао значајну подршку и симпатије у руској администрацији. Углавном због става АРФ према Отоманском царству, партија је уживала подршку централне руске администрације, пошто су царска и спољна политика АРФ имале исто опредељење до 1903. Указ о јерменској црквеној имовини наишао је на снажно противљење АРФ-а, јер је схватио да је то царска претња јерменској националној егзистенцији. 1904. Конгрес Дашнака је посебно проширио свој програм да подржи права Јермена у Руском царству, као и Отоманској Турској.
Као резултат тога, руководство АРФ-а је одлучило да активно брани јерменске цркве. АРФ је формирао Централни комитет за самоодбрану на Кавказу и организовао низ протеста. Код Ганџака руска војска је одговорила пуцањем на гомилу, убивши десеторо, а даље демонстрације су наишле на још крвопролића. Дашнаци и Хунчаци су започели кампању атентата на царске чиновнике у Закавказју и успели су да ране кнеза Голицина. Догађаји су уверили цара Николу да мора да преокрене своју политику. Заменио је Голицина арменофилским губернатором грофом Иларионом Ивановичем Воронцовим-Дашковим и вратио имовину Јерменској цркви. Постепено је успостављен ред и јерменска буржоазија је поново почела да се дистанцира од револуционарних националиста.

### Јерменско-азербејџански масакри 1904-1905
Немири у Закавказју, који су такође укључивали велике штрајкове, достигли су врхунац устанцима широм Руског царства познатим као Револуција 1905. године. Дошло је до таласа побуна, штрајкова и сељачких устанака широм царске Русије, а догађаји у Закавказју су били посебно насилни. У Бакуу, центру руске нафтне индустрије, класне тензије помешане су са етничким ривалством. Град је био скоро у потпуности састављен од Азербејџанаца и Јермена, али је јерменска средња класа тежила да има већи удео у власништву над нафтним компанијама и јерменски радници су генерално имали боље плате и услове рада од Азербејџанаца. У децембру 1904. године, након што је у Бакуу проглашен велики штрајк, две заједнице су почеле да се боре једна против друге на улицама и насиље се проширило.

### Трибина народа, 1912
У јануару 1912, укупно 159 Јермена је оптужено за чланство у антиреволуционарној организацији. Током револуције јерменски револуционари су били подељени на "старе" и "младе Дашнаке". Да би се утврдио положај Јермена, сви облици јерменског националног покрета су доведени на суђење (јерменска интелигенција, укључујући писце, лекаре, адвокате, банкаре, па чак и трговце). Када је трибина завршила са радом, 64 оптужбе су одбачене, а остали су или затворени или прогнани на различите периоде.

## Активности током Првог светског рата
Почевши од краја јула до 2. августа 1914, јерменски конгрес у Ерзуруму био је преломни догађај између османске владе (Комитет уније и напретка) и отоманских јерменских грађана. Комитет уније и напретка је затражио од отоманских Јермена да олакшају освајање Закавказја подстицањем побуне (са руским Јерменима) против царске војске у случају кампање на Кавказу. Османски план је био да увуче Персијанце, Курде, Татаре и Грузијце у свети рат против савезника. Да би се овај пројекат реализовао, било је неопходно да се осигура да јерменски географски положај не омета сарадњу између ових раса. Ако се овај споразум оствари и отомански Јермени не подрже Русе, биће им понуђена аутономија. Ова понуда је била корак напред од јерменског реформског пакета, који је већ успостављен у фебруару 1914. Цар је обећао аутономију руској Јерменији. Репрезентативни састанак руских Јермена окупио се у Тифлису, на Кавказу, током августа 1914. Цар је обећао аутономију за шест турских јерменских вилајета, као и две руско-јерменске покрајине. Цар је тражио од Јермена лојалност и подршку Русији у сукобу. Предлог је усаглашен и скоро 20.000 Јермена, јерменских добровољачких јединица, служило је са руским снагама. Јермени су били прилично вољни да остану лојални својој влади, али су изјавили да нису у стању да пристану на други предлог, да подстакну своје сународнике под руском влашћу на устанак. Упркос овим обећањима и претњама, извршни комитет АРФ обавестио је Турке да Јермени не могу да прихвате турски предлог, и у њихово име саветовао Турцима да не учествују у садашњем рату, који би био веома погубан за саме Турке.

### Оружани покрет
Руски јерменски добровољачки корпус је био војна борбена јединица у саставу Царске руске армије. Састављен од неколико група јачине батаљона, његове редове су чинили искључиво Јермени из Руске империје, мада је постојао и одређени број Јермена из Отоманског царства. У августу 1914, након што је Немачка објавила рат Русији, гроф Иларион Воронцов-Дашков, руски намесник Кавказа, пришао је јерменским вођама у Тифлису да изнесе идеју о формирању посебног борбеног корпуса. Његова понуда је топло примљена и за неколико недеља почели су да се пријављују јерменски добровољци. Одговорност за његово формирање била је дата посебном комитету који је формирао Јерменски национални савет, који је координирао његове активности из Тифлиса, Јеревана и Александрапоља.

#### Почетак
Новембра 1914. Драстамат Канајан је имао 2. батаљон јерменских добровољаца. У Бергмановој офанзиви, 2. батаљон јерменских добровољаца ступио је први пут у битку, код Бајазида. У крвавој борби која је трајала двадесет четири сата, командант батаљона је тешко рањен.
Битка код Сарикамиша се одиграла од 22. децембра 1914. до 17. јануара 1915. у оквиру Кавкаског похода. Османлије су користиле стратегију која је захтевала да њихове трупе буду веома мобилне и да стигну до одређених циљева у тачно одређено време. Дуж области Карс, 3. и 4. батаљон деловали су на фронту окренутом према Ерзуруму између Сарикамиша и Олтуа. 4. батаљон јерменских добровољаца ангажован је на превоју Бардуз. 4. батаљон јерменских добровољаца је у борби на том месту изгубио 600 војника.
Цар Николај II Александрович је 30. децембра 1914. посетио Кавкаски фронт, рекавши поглавару Јерменске цркве да „Јермене чека најсјајнија будућност“.

#### Прве године
Између 15. и 18. априла 1915. бригада јерменских добровољаца под командом Андраника храбро је учествовала у бици код Дилмана у оквиру Персијског похода.
Иако је Драстамат Канајан био у критичном стању, његов батаљон је водио једанаест битака у околини Алашкерта, Тоутаха и Малашкерта, све док се Драстамат Канајан није опоравио и вратио да настави команду.
Црвене недеље, вође јерменске заједнице су ухапшени и пребачени у два притворска центра у близини Анкаре по наређењу министра унутрашњих послова Мехмед Талат-паше од 24. априла 1915. Мехмед Талат-паша је 24. априла 1915. године издао наредбу о притвору, коју је у 20 часова започео начелник Цариградске полиције Бедри бег.
Хампартсум Бојаџијан, Хунчак, био је међу првима који је ухапшен у априлу 1915. године у Црвеној недељи. После суђења у јулу, обешен је 24. августа 1915, са 12 другова.
Дана 6. маја 1915, Андраник је био командант првог јерменског добровољачког одреда (око 1.200 војника), који је помогао у опсади Вана. Теодор Чернозубов је хвалио Андраника као храброг и искусног команданта, који је добро разумео борбену ситуацију, описао га као увек на челу милиције, уживајући велики углед међу добровољцима.
Дана 15. јуна 1915. године, двадесет мученика од Хунчакијанских вођа, након што су две године провели у страшним условима у отоманским затворима, и подвргнути дугим лажним суђењима, осуђено је на смрт вешањем. Свих двадесет мушкараца обешени су на централном тргу у Цариграду, познатом као Трг Султана Бајазида.

#### Друге године
Највеће достигнуће прве године било је јерменско управљање Администрацијом за Западну Јерменију (Република Ван) са Арамом Манукијаном на челу. Република Ван је била јерменска привремена влада између 1915. и 1918. Такође се кратко називао Слободни Васпуракан.
Андраник је командовао батаљоном који је поразио Халил-пашу током Битлиске битке 1916. године.
Преговори са Французима за повратак јерменских избеглица у њихове домове у Киликији вођени су под вођством Богоса Нубара. Преговоре је водило  француско Министарство спољних послова. Министар иностраних послова Аристид Бријан искористио је ову прилику да обезбеди трупе за француску обавезу дату у споразуму Сајкс-Пико, који је у то време још увек био тајна. Јерменско руководство се такође састало са сер Марком Сајксом и Жоржом Пикоом. Легија (сила) је званично основана у Каиру, у Египту, новембра 1916. Снаге су назване Француска јерменска легија и планиране под командом генерала Едмунда Аленбија. Међутим, почев од 1917. а не по првобитном споразуму, ове јерменске снаге су се бориле у Палестини, у Сирији.

#### Треће године
Фебруарска револуција 1917. изазвала је хаос међу руским војницима на Кавкаском фронту и до краја те године већина руских војника је напустила фронт и вратила се својим кућама. У јулу 1917. на Кавкаском фронту је створено шест јерменских пукова уз подршку јерменских организација у Петрограду и Тифлису. Од октобра 1917. већ су створене две јерменске дивизије, са Товмасом Назарбекијаном на челу. Почетком 1918. само неколико хиљада јерменских добровољаца под командом две стотине официра супротставило се турским нападима.
У пролеће 1917. Карекин Пастермаџијан и др Хакоб Завријев су са Кавказа послати у Петроград да преговарају са привременом руском владом о кавкаским пословима. Карекин Пастермаџијан је у јуну 1917. отишао у Америку као представник Јерменског националног савета Тифлиса и као специјални изасланик Католикоса свих Јермена.
Дана 5. децембра 1917. потписано је примирје у Ерзинџану између Руса и Османлија, чиме су окончани оружани сукоби између две државе. Након бољшевичког преузимања власти, састао се мултинационални конгрес закавкаских представника да би створио привремено регионално извршно тело познато као Транскавкаски сејм.

#### Последње године
Године 1918. руске власти су Андраника прогласиле генерал-мајором и шест пута га одликовале за храброст, извор је навео генерала Антраника као команданта јерменских и руских снага против турских; био је у 59 борби.
Корене прве националне републике постигли су Јермени под руском контролом. Конвенција у Тифлису закључена је септембра 1917. са делегатима из бившег краљевства Романова (203), којих је 103 припадало АРФ-у. 3. марта 1918. Руси су после Брест-Литовског мира напустили рат, уз територијалне губитке. Када је 1918. проглашена прва Република Јерменија (Прва Република Јерменија), АРФ је постала владајућа партија.
Између марта и априла 1918. Андраник је био гувернер Управе за Западну Јерменију.
Карекин Пастермаџијан именован је за амбасадора Прве републике Јерменије у Сједињеним Државама у Вашингтону.
Првобитни план за јерменску војску је био да се састоји од 60.000 војника Товмаса Назарбекијана са 30.000 федаја Андраник-паше. Међутим, након цепања Закавкаске Демократске Федеративне Републике, Отоманско царство је заузело Александропољ и намеравало је да елиминише центар јерменског отпора са седиштем у Јеревану. Након формирања Прве републике Јерменије у мају 1918. Андраник се борио заједно са добровољачким јединицама у борби против османске војске. Јермени су успели да спрече потпуну елиминацију и задали су поразе турској војсци у биткама код Сардарапата, Каракилисе и Абарана. Прва република Јерменија је морала да потпише Батумски споразум 4. јуна 1918. године.
Након што је Отоманско царство заузело огромну територију и наметнуло тешке услове, новој републици је остало 10.000 квадратних километара. Андраниково војно руководство је било кључно у омогућавању јерменском становништву Вана да побегне од Отоманске војске у Источну Јерменију.
Од јула је у Зангезуру (Сјуник) почео међуетнички рат. Јерменски курири послати у Јереван тражили су официре и материјал. Република није могла да подржи нерегуларне снаге које се боре на југу. У критичном тренутку генерал Андраник је стигао у Зангезур са нерегуларном дивизијом од око 3 до 5 хиљада људи и 40.000 избеглица и окупираних провинција руске Јерменије. Као командант јерменских снага у Аутономној Републици Нахичиван, Андраник је изјавио да је његова војска одлучна да настави рат против Отоманског царства.
Андраника и његове трупе биле су на 40 км од Шуше, тада најважнијег града Карабаха, почетком децембра 1918. Непосредно пре потписивања примирја са Мудроса, Андраник је био на путу од Зангезура до Шуше, ради контроле главног града Карабаха. У јануару 1919, уз напредовање јерменских трупа, британски генерал Вилијам М. Томсон дао је Андранику уверавања да ће на Париској мировној конференцији 1919. године бити постигнут повољан споразум.
Дана 26. јула 1918. Центрокаспијска диктатура је била краткотрајна антисовјетска држава проглашена у Бакуу, коју су направили мењшевици и АРФ; ова непризната држава је заменила бољшевичку Баку комуну у државном удару без проливања крви.
Центрокаспијска диктатура је пала 15. септембра 1918. године, када су османско - азербејџанске снаге преузеле контролу над Бакуом.

### Пут до уједињене Јерменије
Дана 30. октобра, примирје са Мудроса окончало је непријатељства између Отоманског царства и савезника у Првом светском рату. Њиме је такође завршен Кавкаски поход за Отоманско царство. До краја рата, Отоманско царство, иако је изгубило Персијску, Синајску и Палестинску и Месопотамску кампању, поново је заузело сву територију која је била изгубљена за Русе.
Године 1919, Аветис Ахароњан је био шеф јерменске делегације на Париској мировној конференцији са Богосом Нубаром. Крајем 1919. Андраник је предводио делегацију у Сједињеним Државама како би лобирала њихову подршку за мандат за Јерменију.
Севрски споразум потписан је између савезничких и придружених сила и Отоманског царства у Севру, Француска, 10. августа 1920. Уговор је укључивао клаузулу о Јерменији: натерао је све стране које потписују споразум да признају Јерменију као слободну и независну државу. Исцртавање одређених граница је, међутим, препуштено председнику Вудроу Вилсону и Стејт департменту Сједињених Држава, а Јерменији је представљено тек 22. новембра.

## Активности у међуратном периоду

### Територијални спорови Јерменије
Дана 24. септембра 1920. почео је турско-јерменски рат. Затим су вођени преговори између Карабекира и мировне делегације коју је предводио Александар Хатисијан у Александропољу; иако су Карабекирови услови били изузетно оштри, јерменска делегација није имала ништа друго до да пристане на њих. Александропољски уговор је тако потписан 3. децембра 1920. године, након што је јерменска влада доживела истовремену совјетску инвазију 2. децембра.
Азербејџан је полагао право на већину територије на којој се налази Јерменија, захтевајући све или већину делова бивших руских провинција Јелизаветпољ, Тбилиси, Јереван, Карс и Батуми. Територијални сукоби између Јерменије и Азербејџана одвијали су се током 1919. и 1920. године, посебно у областима Нахчеван, Карабах и Сјуник.

### Совјетизација и изгнанство јерменских лидера
Међутим, упркос чврстом држању АРФ-а на власти нису били у стању да зауставе предстојећу комунистичку инвазију на Прву Републику Јерменију са севера, која је кулминирала совјетским преузимањем 1920. године. Постојао је и велики покрет јерменских комуниста који су помагали совјетској контроли.
Преношење власти извршено је 2. децембра у Јеревану. Јерменија је одлучила да се придружи совјетској сфери. АРФ је забрањен, њени лидери прогнани, а многи њени чланови расељени у друге делове света.
Карски уговор потписан је 13. октобра 1921. године, а ратификован у Јеревану 11. септембра 1922. године. Уговором су утврђене савремене границе између Турске и јужнокавказских држава у односу на јерменске земље.

### Киликија и Француска јерменска легија
У јануару 1920. Турски национални покрет је увео своје трупе у Мараш где је уследила битка код Мараша против француске јерменске легије. Битка је резултирала масакрима између 5.000 и 12.000 Јермена, што је значило крај преосталог јерменског становништва у региону.
Киликијски мировни споразум између Француске и Турског националног покрета потписан је 9. марта 1921. године са циљем да се оконча француско-турски рат, али то није успело и замењен је у октобру 1921. Уговором из Анкаре.

### Република Горска Јерменија, 1922
Дана 18. фебруара 1921, АРФ је предводио антисовјетску побуну у Јеревану и држао власт 42 дана пре него што су га у априлу 1921. поразиле бројчано надмоћније трупе Црвене армије. Вође побуне су се затим повукле у рејон Сјуника. 26. априла 1921. године, 2. Панзангезурски конгрес, одржан у Татеву, прогласио је независност Републике Горске Јерменије, која је 1. јуна 1921. преименована је у Републику Јерменију.
После месеци жестоких борби са Црвеном армијом, Република Горска Јерменија је капитулирала у јулу 1921. након обећања Совјетске Русије да ће задржати горски регион као део Совјетске Јерменије. Након што је изгубио битку, Гарегин Нждех, његови војници и многи истакнути јерменски интелектуалци, укључујући вође прве Независне Републике Јерменије,отишли су  у персијски град Табриз.

## Достигнућа покрета

### Оснивање јерменске државе
Прва република Јерменија је била прва модерна јерменска држава. Лидери владе су углавном долазили из Јерменске револуционарне федерације и других јерменских политичких партија које су помогле у стварању нове републике. 1.300.000 (руских) Јермена се налазило унутар граница нове Републике Јерменије, која је такође имала 300.000 до 350.000 избеглих из Османског царства. Овој јерменској популацији је додато 350.000 до 400.000 људи других националности.

### Културна баштина
У Јеревану постоји музеј федаја који носи име генерала Андраника Озанијана.

## Временски оквир покрета
Временски оквир покрива активности етничких јерменских грађана Отоманског царства, Руског царства и значајних европских градова који су имали значајну јерменску дијаспору, као што је Француска већ 1890-их. Временска линија садржи догађаје које су формулисале Социјалдемократска Хунчакијска партија, Арменакан, Јерменска револуционарна федерација и Јерменско патриотско друштво Европе.
Догађаји у Јерменској Совјетској Социјалистичкој Републици нису обухваћени.